# Asterostegus tuberculatus
Asterostegus tuberculatus är en ormstjärneart som beskrevs av Ole Theodor Jensen Mortensen 1933. Asterostegus tuberculatus ingår i släktet Asterostegus och familjen Euryalidae. Inga underarter finns listade i Catalogue of Life.